# Mesoleptidea hungarica
Mesoleptidea hungarica là một loài tò vò trong họ Ichneumonidae.